# سیارک ۵۰۳۹
سیارک ۵۰۳۹ (به انگلیسی: 5039 Rosenkavalier، نامگذاری:1967GM1) پنج هزار و سی و نهمین سیارک کشف شده‌است که در ۱۱ آوریل ۱۹۶۷ کشف شد.
قدر مطلق سیارک برابر ۱۲٫۵۰ است.